# Nedirbaý Aýtakow
Nedirbaý Aýtakow (russisch Недирбай Айтакович Айтаков Nedirbai Aitakowitsch Aitakow; * 1894 bei Fort Schewtschenko, Mangyschlak, Generalgouvernement Turkestan, Russisches Kaiserreich, heute Mangghystau, Kasachstan; † 28. Oktober 1938 in der Oblast Moskau) war ein hoher turkmenischer Parteifunktionär und sowjetischer Staatsmann.

## Leben
Der Turkmene Aýtakow wurde früh Halbwaise. Um 1899 ertrank der Vater, ein Fischer, zusammen mit einem der älteren Söhne und ließ die Ehefrau – eine Teppichknüpferin – mit sechs Kindern zurück. Aber 1905 wurde Nedirbai in das Internat einer Schule aufgenommen. Ab 1908 arbeitete er als Portier, Küchenhilfe und jobbte in der Fischverarbeitung.
Im Februar 1920 besetzte die Rote Armee Krasnowodsk am Ostufer des Kaspischen Meeres. Von 1920 bis 1921 war Nedirbaý Ajtakow dort Vorsitzender des Aulsowjets und darauf Mitglied im Revolutionären Komitee der Wolost Krasnowodsk. Er brachte es bis zum Vorsitzenden des Exekutivkomitees im Krasnowodsker Stadtsowjet und trat 1922 der KPR(B) bei. 1924 nahm er in der Turkestanischen ASSR und ein Jahr darauf in der Turkmenischen Sozialistischen Sowjetrepublik (TuSSR) jeweils führende Positionen ein (siehe unten im Abschnitt „Präsenz in den Gremien der Sowjetmacht“).
In der Nacht zum 22. Juli 1937 wurde Nedirbaý Aýtakow in Aschchabad verhaftet. Die Moskauer Ankläger behandelten ihn als Verschwörer, der Turkmenien aus dem Staatenbund Sowjetunion habe herausführen wollen. Er wurde verurteilt und erschossen.
Am 12. Dezember 1956 – während Chruschtschows Tauwetter – wurde Nedirbaý Aýtakow postum rehabilitiert.

## Präsenz in den Gremien der Sowjetmacht
- Januar bis Oktober 1924: Vorsitzender des Zentralen Exekutivkomitees der Turkestanischen ASSR
- November 1924 bis Februar 1925: Vorsitzender des Revolutionskomitees Turkmenistans
- Februar 1925 bis Juli 1937: Vorsitzender des Zentralen Exekutivkomitees der TuSSR
- 21. Mai 1925 bis 21. Juli 1937: Einer der sieben Vorsitzenden des Zentralen Exekutivkomitees der Sowjetunion[1]

## Anmerkung
1. ↑  Der Roman Jahre des Terrors von Anatoli Rybakow ist eine erzählerische Auseinandersetzung mit den Stalinschen Säuberungen. Im 11. Kapitel des Romans erfährt der Leser etwas über die Vorgeschichte von Nedirbai Aýtakows Erschießung. Anatoli Rybakow schreibt: „Am 7. Juli 1935 führte Stalin den Vorsitz in der Plenarsitzung der Verfassungskommission.“ (Rybakow, S. 123, 1. Z.v.o.). Der Autor gibt Stalins Gedanken während der Sitzung wieder. Stalin hält den anwesenden Aýtakow für „unzuverlässig“ (Rybakow, S. 129, 6. Z.v.o.) und denkt: „Alles potentiell Gefährliche muß[te] ausgerottet werden“. (Rybakow, S. 129, 17. Z.v.o.)